# Phaulotypus dioscoridus
Phaulotypus dioscoridus är en insektsart som först beskrevs av Popov, G.B. 1957.  Phaulotypus dioscoridus ingår i släktet Phaulotypus och familjen Thericleidae. Inga underarter finns listade i Catalogue of Life.